# Culicoides quadrisignatus
Culicoides quadrisignatus är en tvåvingeart som beskrevs av Jean-Jacques Kieffer 1921. Culicoides quadrisignatus ingår i släktet Culicoides och familjen svidknott. Inga underarter finns listade i Catalogue of Life.